# Seitentäler der Murg
Seitentäler der Murg ist ein Landschaftsschutzgebiet (Schutzgebietsnummer 2.37.040) im Landkreis Freudenstadt.

## Lage und Beschreibung

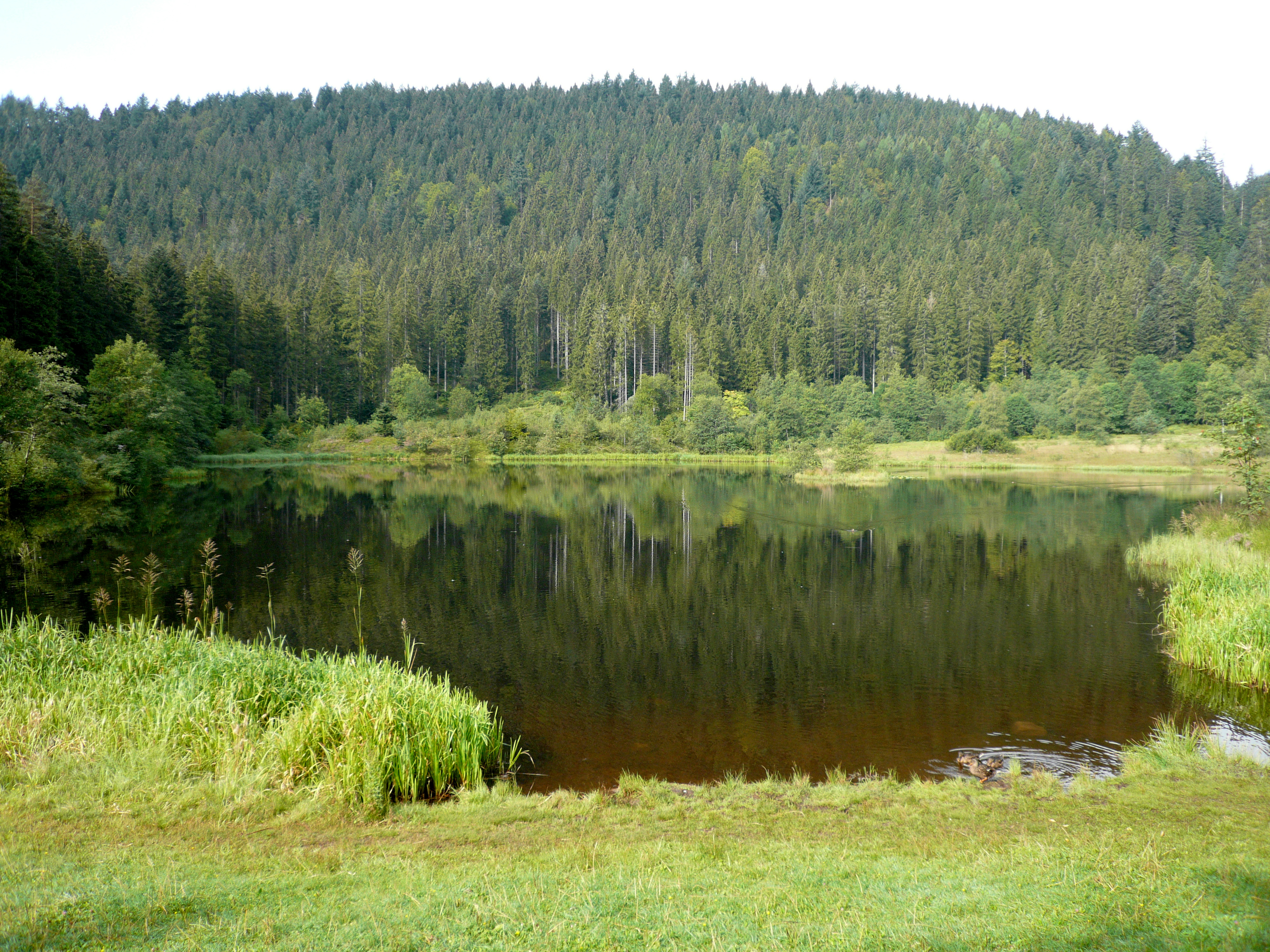
Sankenbachtal mit Sankenbachsee

Das Schutzgebiet entstand durch Verordnung des Landratsamts Freudenstadt vom 7. November 1985. Es handelt sich um landschaftlich reizvolle Seitentäler der Murg auf dem Gebiet der Gemeinde Baiersbronn. Mit Wirkung vom 16. Februar 1998 wurden das Buhlbachtal und das Rechtmurgtal in den Gebietsschutz des Landschaftsschutzgebiets Rot- und Rechtmurg überführt. Mit Wirkung vom 1. Juli 1999 wurden das Schönmünztal und das Tal des Hinteren Langenbachs in den Gebietsschutz des Landschaftsschutzgebiets Huzenbacher See, Schönmünz- und Langenbachtal überführt. Das Schutzgebiet besteht aus zehn Teilgebieten, die um Baiersbronn herum angesiedelt sind (beginnend im Norden von Baiersbronn und im Uhrzeigersinn weiter): Füllenbach-Rohrwiesen, Bubwiesenbach, Röter Wiese-Nollenäcker, Reichenbächlestal-Simonswiese, Sankenbachtal, Gutellbachtal, Bösellbachtal,  Aitersbächletal, Tannenfels-Auereute und Tonbachtal. Das Schutzgebiet gehört überwiegend zum Naturraum Grindenschwarzwald und Enzhöhen. Die oberen Talbereiche östlich der Murg reichen zum Teil bis in den Naturraum Schwarzwald-Randplatten.

## Schutzzweck
Wesentlicher Schutzzweck ist gemäß Schutzgebietsverordnung
- die Erhaltung einer naturnahen Landschaft in verschiedenen Seitentälern der Murg, die noch zum größten Teil durch offene, zusammenhängende Wiesenauen, landschaftlich charakteristische Freiflächen mit Bergwiesen an den Taleinhängen und Erlen-Eschenwäldern als natürliche uferbegleitende Gehölze geprägt ist;
- die Bewahrung einer abwechslungsreichen Erholungslandschaft in einem ansonsten annähernd vollständig bewaldeten Teil des Nordschwarzwaldes;
- die Erhaltung und Sicherung der Wasserflächen für eine Erholung am Wasser in Verbindung mit den sich anschließenden Landschaftsteilen.